# Ombrophytum
Ombrophytum es un género con seis especies de plantas parásitas, perteneciente a la familia Balanophoraceae. Es originario de los Neotrópicos.

## Descripción
Tiene tubérculos subterráneos redondeados o elipsoidales, muy amiláceos, verrucosos. Tallos emergiendo directamente de los tubérculos, con una vaina 2-3-lobada en la base. Inflorescencias ramificadas, unisexuales o bisexuales, si son bisexuales, las flores estaminadas más distales; brácteas peltadas o reducidas y claviformes, caducas. Flores no embebidas en una capa densa de tricomas filiformes. Flores estaminadas sin perianto; estambres 2, libres, los filamentos filiformes, cortos, las anteras elipsoidales, 4-loculares. Flores pistiladas sésiles, en la base de las ramas, aparentemente sin perianto; estilos 2, insertos en una pequeña cavidad, filiformes.

## Taxonomía
El género fue descrito por Poepp. ex Endl. y publicado en Genera Plantarum 73. 1836. La especie tipo es: Ombrophytum peruvianum

## Especies
| - Ombrophytum microlepis - Ombrophytum peruvianum - maíz de monte - Ombrophytum subterraneum | - Ombrophytum ulei - Ombrophytum violaceum - Ombrophytum zamioides |